# 176867 Brianlee
176867 Brianlee este un asteroid din centura principală de asteroizi.

## Descriere
176867 Brianlee este un asteroid din centura principală de asteroizi. A fost descoperit pe 5 octombrie 2002 la Apache Point Observatory în cadrul programului Sloan Digital Sky Survey. Asteroidul prezintă o orbită caracterizată de o semiaxă mare de 2,57 ua, o excentricitate de 0,10 și o înclinație de 4,8° în raport cu ecliptica.